# 엠셔강

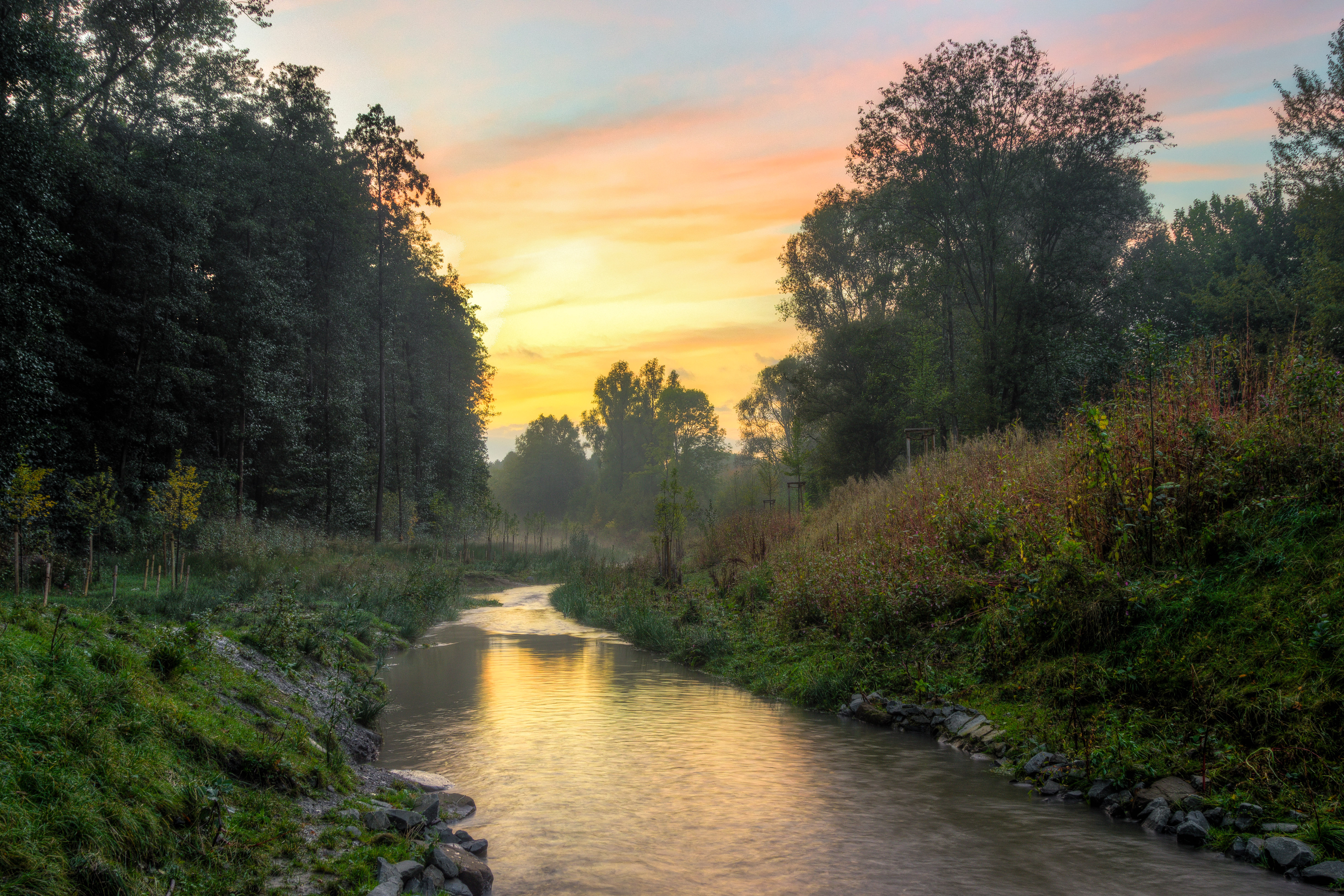

엠셔강(Emscher)은 라인강의 지류이다. 서부 독일의 노르트라인베스트팔렌주의 루르 지방을 동쪽에서 서쪽으로 가로지른다. 길이는 84 km이다.
1990년대 초부터 엠셔 강의 재생사업이 도르트문트에서부터 시작하였으며 진행 중이며, 2020년에 완료될 계획이다.